# Novantatré (romanzo)
Novantatré è l'ultimo romanzo scritto da Victor Hugo, pubblicato nel 1874.
L'opera tratta di un particolare momento della Rivoluzione francese: il Terrore e nello specifico le Guerre di Vandea. L'intenzione dello scrittore era di creare una trilogia di libri concernenti la Rivoluzione francese, e questo romanzo doveva rappresentare il primo volume. È diviso in tre parti, non sempre in ordine cronologico; ciascuna parte racconta una storia diversa, per dare così ogni volta un diverso punto di vista della Rivoluzione.

## Trama
Nel 1793, in Bretagna, un battaglione di circa trecento repubblicani sta operando nel bosco della Saudraie, quando viene avvertito un rumore tra le foglie e i soldati si preparano ad affrontare il nemico; ma la vivandiera corre avanti, si accorge che si tratta di una madre con tre bambini e la convince ad aggregarsi al battaglione.
In altro luogo, la corvetta Claymore, reputata come il guscio più solido, fedele alla monarchia, si appresta ad uno scontro, quando un pesante cannone spezza le catene che lo trattenevano e sbanda paurosamente uccidendo alcuni uomini e danneggiando irrimediabilmente la nave. Lantenac conferisce una onorificenza al soldato responsabile del disastro che coraggiosamente è riuscito a bloccare il cannone ma poi ne ordina la fucilazione per la sua grave negligenza.
Con una scialuppa, Lantenac abbandona la nave al suo destino. Alla guida della scialuppa c'è Halmalo, che gli dichiara di volerlo uccidere per vendicare suo fratello, che egli ha fatto fucilare; ma Lantenac riesce a farlo aderire alla sua causa e gli affida una missione, promettendogli di farlo Cavaliere dell'Ordine di San Luigi in caso di successo o di condannarlo a morte in caso contrario. Poi raggiunge le armate monarchiche e ne assume il comando.
Il battaglione di trecento uomini viene sorpreso mentre riposa in una fattoria e decimato. Lantenac ordina di fucilare tutti i superstiti, comprese le due donne, la vivandiera e la madre; i tre bambini vengono presi come ostaggi. Contro Lantenac combatte Gauvain, suo pronipote, di cui si prese cura quando era rimasto orfano; ma i due sono ora nemici a causa delle diverse convinzioni politiche. La selvaggia Vandea, fedele alla monarchia, padrona dei boschi e delle foreste, combatterà strenuamente, ma nulla potrà contro le forze rivoluzionarie meglio armate e organizzate.
Il mendicante Tellmarch, detto Caimand, incontra e riconosce Lantenac, al quale resta fedele per l'elemosina che gli ha dato in passato, rinunciando a una ricca taglia. Avrà poi modo di pentirsene amaramente quando scoprirà la sua mancanza di pietà, anche nei confronti di donne, che ha fatto fucilare.
Cimourdain era stato precettore di Gauvain nella casa di Lantenac, quando era prete. Era stato molto legato al ragazzo e aveva forgiato il suo carattere. In seguito, aveva assunto un ruolo importante nei moti rivoluzionari, rivelandosi spietato nella lotta per annientare il «male» e i «falsi valori». Gli vengono conferiti pieni poteri per controllare Gauvain, che aveva risparmiato alcuni nemici, di cui aveva riconosciuto il coraggio e il valore. Si temeva che avrebbe potuto usare clemenza anche con Lantenac, suo parente.
Tellmarch trova la madre dei tre bambini, fucilata e creduta morta, ma soltanto gravemente ferita. Riesce a curarla e a farla guarire. La madre parte alla ricerca dei tre bambini e arriva al castello della bastiglia della Tourgue, dove Lantenac è assediato dalle truppe numerose di Gauvain. I tre bambini si trovano richiusi nella torre, che viene incendiata. La madre urla la propria disperazione per la sorte dei suoi bambini, ma è impossibile salvarli. Lantenac non si arrende, ma quando è allo stremo, senza più alcuna possibilità di uscire incolume, appare Halmalo, da una porta segreta da cui tutti possono evadere. Lantenac è salvo, ma passando vicino alla porta della torre in cui si trovano i bambini, si ferma, affronta il fuoco e, uno alla volta, li porta in salvo. Poi scende anche lui e viene arrestato: per lui è sicura la ghigliottina.
Gauvain cammina nella notte, tormentato dal pensiero del suo prozio, uomo crudele, che si è riscattato, disposto a perdere la propria vita per salvare quella dei tre bambini. Un uomo simile deve essere condannato o gli si deve clemenza? Abbassa sul viso il cappuccio del proprio mantello, oltrepassa il posto di guardia e raggiunge Lantenac, con il quale iniziano dolorose considerazioni. Poi, Gauvain si toglie il mantello, lo offre al suo prozio, che abbassa il cappuccio sul viso e, incerto, si allontana. Il mattino seguente Cimourdain ordina di portare il prigioniero, che deve essere giudicato e ghigliottinato; ma resta di sasso quando scopre che non si tratta di Lantenac, ormai in salvo, bensì di Gauvain, il suo pupillo. I soldati implorano la grazia per il loro capitano accusato di tradimento, ma Cimourdain ordina di proseguire. Gauvain accetta fieramente la condanna e quando si ode la ghigliottina che ha reciso il suo capo, si sente anche un colpo di rivoltella: è Cimourdain che si è sparato al cuore.

## Personaggi principali
- Michelle Flecard: donna in fuga nel bosco, trovata dalle truppe repubblicane incaricate di reprimere la rivolta in Vandea;
- Georgette, Rene-Jean & Gros-Alain: i tre figli di Michelle Flecard, presi in ostaggio dagli insorti realisti;
- monsignore Marchese di Lantenac: visconte di Fontenay e principe di Bretagna, comanda gli insorti monarchici;
- Tellmarch: chiamato anche Caimand o 'il Vecchio', è il mendicante che aiuta Lantenac, appena sbarcato sulle coste della Bretagna; successivamente, quando scoprirà che proprio lui era responsabile della fucilazione delle povera donna e del sequestro dei tre figli, si pentirà del suo buon gesto;
- Gauvain: visconte e giovane comandante dell'esercito repubblicano;
- Gavard: comandante in seconda degli insorti, riesce a sconfiggere l'esercito repubblicano nella battaglia di Herb-en-Pail;
- Cimourdain: ex prete diventato rivoluzionario radicale, membro della Convenzione e commissario in missione in Vandea;
- Jean-Paul Marat, Georges Danton, Maximilien de Robespierre: uomini di punta della Rivoluzione francese;
- l'Imânus: comandante della truppe controrivoluzionarie;
- Radoub: sergente delle truppe repubblicane.

## Edizioni
- Victor Hugo, Novantatre, trad. italiana di anonimo, Madella & C. Editori, Milano Sesto San Giovanni 1931
- Victor Hugo, Il Novantatré, trad. italiana di G. Guatteri, Editrice Nerbini, Firenze 1946
- Victor Hugo, Il Novantatré, trad. italiana di L. Rossi, Editrice Lucchi, Milano 1972
- Victor Hugo, Novantatré, Mondadori, 1994
- Victor Hugo, Novantatré, a cura di Francesco Saba Sardi, Oscar Mondadori, 1993
- Victor Hugo, Novantatré, traduzione di Oete Blatto, prima edizione, collana Classici, Biblioteca Economica Newton, 2004,  p. 312, ISBN 88-8289-976-4.